# Zeugophora atra
Zeugophora atra är en skalbaggsart som beskrevs av Henry Clinton Fall 1926. Zeugophora atra ingår i släktet Zeugophora och familjen Megalopodidae. Inga underarter finns listade i Catalogue of Life.